# Liste der Naturdenkmale in Etgert
Die Liste der Naturdenkmale in Etgert nennt die im Gemeindegebiet von Etgert ausgewiesenen Naturdenkmale (Stand 11. März 2024).

## Ehemalige Naturdenkmale
| Nr. | Bezeichnung | Lage                                     | Beschreibung                                         | Bild                                    |
| --- | ----------- | ---------------------------------------- | ---------------------------------------------------- | --------------------------------------- |
|     | Drei Eichen | Ortsstraße Lage                          | Quercus sp., drei Bäume; Rechtsverordnung aufgehoben | Direkt Bild zu diesem Denkmal hochladen |
|     | Linde       | nördlich des Ortes bei der Sägmühle Lage | Tilia sp.; Rechtsverordnung aufgehoben               | Direkt Bild zu diesem Denkmal hochladen |